# تسويق المدينة

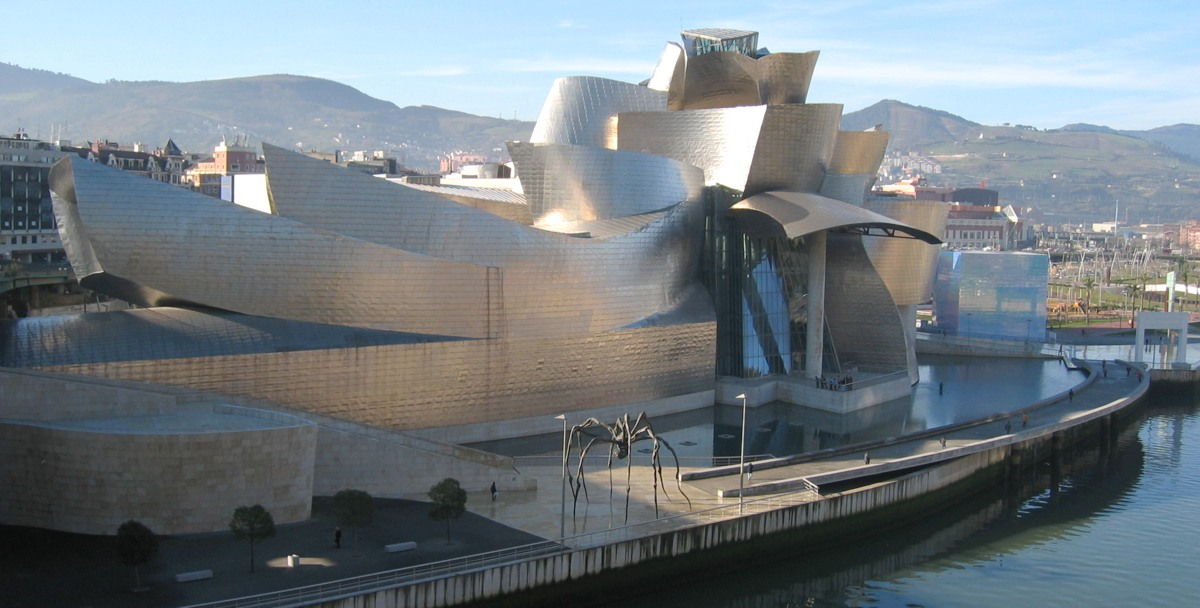
متحف غوغنهايم بلباو في بلباو مثال لتسويق المدينة.

تسويق المدينة هو الترويج لمدينة، أو منطقة داخلية، بهدف تشجيع أنشطة معينة تجري هناك، وذلك لأغراض سياحية. يتم استخدام التسويق لتغيير التصورات الخارجية للمدينة بغية تشجيع السياحة، وجذب الهجرة إليها، أو تمكين نقل الأعمال التجارية إليها. هناك سمة بارزة لتسويق المدينة وهي تطوير المباني التاريخية، أو الجديدة. أدت تنمية المدن كمنتج يمكن تسويقها للمنافسة بينها لجذب الاستثمارات والتمويل الحكومي. وكثيراً ما يتجلى ذلك في محاولات المدن لاجتذاب الأحداث الرياضية الدولية مثل الألعاب الأولمبية. توجد منافسة بين المدن على الصعيد الإقليمي والوطني والدولي؛ وهنا يظهر تأثير العولمة.
يمكن أن يحدث تسويق مدينة استراتيجيا أو عضويا. مثال للتسويق الاستراتيجي مدينة لاس فيغاس، ويتعزز في المدينة من خلال مجموعة متنوعة من الجهود مع الغرض الاستراتيجي للحصول على امتيازات ثقافية واقتصادية. ومثال لتسويق المدينة العضوية التسويق هو القدس، يتم تسويق المدينة بدون إستراتيجية كبرى، لتشجيع زيارتها.